# Александар Ацовић
Александар Ацовић (Пружатовац, код Младеновца, 9. јул 1888 — Београд, 28. септембар 1957) био је југословенски и српски грађевински инжењер и индустријалац.

## Биографија
Рођен је 1888. године у селу Пружатовац, код Младеновца од оца Радисава и мајке Ленке рођене Стевановић. Његов отац био је државни службеник и близак пријатељ династије Карађорђевић.
Завршио је Прву мушку гимназију у Београду, 1907. године. У Првом светском рату као један од 1300 каплара прешао је Албанију и борио се на Солунском фронту. По ослобођењу завршио је Грађевински факултет и био на студијском усавршавању на Техничком факултету у Шарлотенбургу код Берлина. Након повратка у Београд од 1921. до 1924. године био је запослен у Министарству грађевина. Након напуштања државне службе запослио се код свог таста у грађевинском предузећу Лабор, које је касније и водио. У то предузеће је довео и свог пријатеља Момира Коруновића.
Године 1934, је изградио луксузну вилу на Дедињу, која је после Другог светског рата била резиденција председника СФРЈ Јосипа Броза Тита и председника СРЈ Слободана Милошевића.
Био је ожењен Јелицом, ћерком Милоша Савчића, са којом је имао двојицу синова близанце — Радисава и Милоша, рођене 1925. године. Син његовог брата Милована је Драгомир Ацовић, архитекта и хералдичар. У војсци Краљевине Југославије имао је чин инжињерског капетана прве класе у резерви.